# Heterachthes tysiphonis
Heterachthes tysiphonis là một loài bọ cánh cứng trong họ Cerambycidae.